# 마이 리틀 자이언트
《마이 리틀 자이언트》(영어: The BFG)는 2016년 개봉한 미국의 영화로, 로알드 달의 동명의 아동문학을 원작으로 한다.

## 줄거리
어느 날 밤, 런던의 한 고아원에 사는 영리하고 용감한 열 살 소녀 소피는 나이 든 거인을 우연히 보게 된다. 거인은 그녀를 붙잡아 거인 나라에 있는 자신의 거처로 데려간다. 그는 소피에게 거인의 존재를 누구에게도 발설하지 못하게 하려고 데려왔다고 말한다. 거인은 소피가 더 큰 거인들에게 먹힐까 봐 두려워 그녀가 탈출하지 못하도록 악몽을 만든다.
다음 날 아침, 소피는 사람을 잡아먹는 거인들의 우두머리인 플레시럼피터에게 거의 발각될 뻔하지만, 나이 든 거인이 스노즈컴버라는 고약한 채소로 플레시럼피터를 쫓아낸다. 소피는 나이 든 거인을 설득하여 드림 컨트리로 데려가게 한다.
그들은 실수로 다른 거인들을 깨우고, 블러드보틀러가 "뛰놀자"고 제안한 후, 그들은 친절한 거인을 괴롭힌다. 폭풍우가 사람을 잡아먹는 거인들을 그들의 동굴로 몰아넣지만, 플레시럼피터가 소피의 담요를 발견한다.
드림 컨트리에서 소피와 친절한 거인은 좋은 꿈과 나쁜 꿈을 잡는다. 거인은 "얼간이"라는 다른 거인들의 별명 외에 그의 유일한 이름은 "크고 친절한 거인"이라고 밝히고, 소피는 그를 "BFG"라고 부르게 된다. 소피는 그와 함께 밤마다 하는 일, 즉 잠자는 아이들에게 좋은 꿈을 퍼뜨리기 위해 꿈 나팔을 사용하는 일을 위해 런던으로 동행한다. 그들은 다른 거인들이 전 세계의 아이들을 먹으러 떠난 바로 그 때 거인 나라로 돌아온다. BFG는 소피가 담요를 잃어버려 다른 거인들에게 자신의 존재를 드러냈다는 것을 깨닫고, 그녀를 고아원 밖에 남겨둔다. 자신의 마지막 인간 친구는 독서를 좋아했고 심지어 BFG에게 읽는 법을 가르쳐주었지만, 안타깝게도 거인들에게 발각되어 잡아먹혔다는 것을 밝히며, 그는 소피를 위험에 빠뜨리고 싶지 않아 떠난다. 두려워하지 않는 소피는 그가 다시 나타나 자신을 잡아주기를 바라며 발코니에서 뛰어내리고, 그는 나타난다.
그들은 BFG의 작업장으로 돌아오고 다른 거인들이 소피를 찾으러 들이닥친다. 그들은 BFG의 많은 작품을 파괴하지만, 소피는 발각을 피하고 BFG는 뜨거운 다리미로 그들을 쫓아낸다. 소피는 BFG와 함께 살았던 마지막 인간의 집을 발견하는데, 그의 소지품 중에는 빅토리아 여왕의 초상화가 있다. 이것은 그녀에게 계획을 고안하도록 영감을 준다. 즉, 엘리자베스 2세, 영국 여왕에게 영국 아이들을 잡아먹는 거인들, 거인들과 싸우는 영국군, 그리고 소피가 그녀에게 나타나는 악몽을 꾸게 하는 것이다.
소피와 BFG는 버킹엄궁으로 가서 잠든 여왕에게 악몽을 전달한다. 잠에서 깬 여왕과 그녀의 직원 메리와 팁스 씨는 창턱에 있는 소피를 발견한다. 그녀는 그들에게 BFG를 소개하고, 아이를 잡아먹는 거인들이 실재하며 막아야 한다고 설명한다. 성대한 아침 식사에서 BFG는 자신이 가장 좋아하는 음료인 방귀를 유발하는 "프로브스카틀"을 함께 마시고, 그와 소피는 여왕의 병사들을 거인 나라로 이끈다.
BFG는 악몽으로 사람을 잡아먹는 거인들을 기습할 계획이지만 꿈 나팔을 잊었다. 소피는 직접 악몽을 거인들 한가운데로 가져가 플레시럼피터와 대면한다. 그녀는 악몽을 풀어놓고, 악몽은 플레시럼피터(자신의 악몽을 가로채 파괴함)를 제외한 거인들을 죄책감으로 뒤덮고, 그들은 군용 헬리콥터에 붙잡힌다. 외딴 섬으로 실려 간 거인들은 심을 "스노즈컴버" 씨앗만 남겨졌다.
소피는 메리에게 입양되어 여왕의 궁전에서 살게 되고, BFG의 꿈에서 깨어난다. BFG는 거인 나라에서 자신의 삶으로 돌아가 그들의 모험 이야기를 쓴다. 소피는 외로울 때마다 그에게 말을 건다. BFG는 자신의 집에서 그녀의 말을 듣고 미소를 짓는다.

## 출연
- 마크 라일런스 : 거인 역
- 루비 반힐 : 소피 역
- 리베카 홀 : 메리 역
- 빌 헤이더 : 블러드 보틀 역
- 저메인 클레멘트 : 플레시 럼피터 역
- 퍼넬러피 윌턴 : 여왕 역
- 맷 플레워 : 육군 대장 역
- 레이프 스폴 : 미스터 팁스 역
- 애덤 고들리 : 맨허거 / 라우트 역
- 올라뷔르 다리 올라프손 : 매이드마셔 / 쿡 역
- 헤이그 서덜랜드 : 덴마크 소년의 아버지 역
- 마이클 애덤스웨이트 : 부처 보이 / 덴마크 드라이버 역
- 마릴린 노리 : 마트론 역
- 그레이엄 커리 : 궁전 가드맨 역
- 존 에밋 트레이시 : 친위대 역
- 다니엘 베이컨 : 본크런처 / 라우트 역
- 조너선 홈스 : 차일드치워 / 펍 랜드로드 역
- 제프리 웨이드 : 육군 대장 역

## 한국판 성우진
- 장광 - 거인 아저씨(마크 라일런스)
- 김에스더 - 소피(루비 반힐)
- 안경진 - 여왕(퍼넬러피 윌턴)
- 은미 - 메리(레베카 홀)
- 시영준 - 한 입에 꿀꺽(저메인 클레멘트)
- 백승철 - 팁스(라프 스팰)
- 윤세웅 - 피 한 사발
- 서문석 - 칼로 댕강
- 홍진욱 - 뼈까지 와작
- 이광수 - 군 지휘관(맷 프루어)
- 박상훈 - 군인

## 우리말 제작
- 한국어 제작 : Disney Character Voices International,Inc.

## 제공
- 수입/배급 : 월트 디즈니 컴퍼니 코리아(주)
- 제작 : 월트 디즈니 픽처스